# Candy Box!
A Candy box egy böngészőben futtatható, kizárólag ASCII karaktereket felhasználó szerepjáték. A játékot egy aniwey néven dolgozó 19 éves francia diák készítette. A fejlesztés nagyjából két hónapig tartott, a játék maga 2013 áprilisától érhető el.

## A játék menete
|  | Alább a cselekmény részletei következnek! |

A Candy box Mozilla Firefox 21.0 böngésző alatt futtatva

A játékban alapvetően két nyersanyag gyűjthető, cukorka (candy) és nyalóka (lollipop). A játék kezdetén a játékos mindössze egy számlálót lát a honlapon, ahol a cukorkák mennyisége másodpercenként eggyel növekszik. A cukorkákat a játékos megeheti (ez később növeli a játékos maximális életpontját), vagy a földre dobhatja (ennek nincs valódi funkciója). Ha a cukorkaszámláló eléri a 60-at megjelenik a cukorka kereskedő (candy merchant) és 60 cukorkáért cserébe a játékos megvásárolhatja első nyalókáját. 150 összegyűjtött cukorkával pedig megvásárolhatja az első kardot. A kard megvásárlása után megjelenik az eszköztár (inventory), és a küldetések (quest). Az első küldetés alatt egy kulcsot találunk, amivel megnyílik számunkra a nyalóka farm (lollipop farm) ahol nyalókákat elültetve a cukorkákhoz hasonló nyalókatermelés válik elérhetővé. A későbbi küldetések teljesítésével térképeket találhatunk, amellyel újabb helyszínekre látogathatunk, mint a Swampy Swamp, vagy a Forge, ahol a játékos egy speciális tulajdonsággal ruházhatja fel kardját. Később egy üst is elérhetővé válik, amelyben a játékos bájitalokat (potions) készíthet. A küldetések alatt a karakter egy kizárólag ASCII karakterekből álló pályán halad végig, és egy \o/ karaktersor szimbolizálja. Ahogy halad végig a pályán megküzd a többi jelképes karakterrel, eközben a játékos bájitalokat és tekercseket használhat fel.
|  | Itt a vége a cselekmény részletezésének! |

## Külső hivatkozások
- A játék ingyenesen elérhető és játszható a következő linken: A Candy box hivatalos weboldala
- The Candy box wiki Archiválva 2013. június 13-i dátummal a Wayback Machine-ben (angol nyelven)